# アハメド・ヘガジー
アハメド・エル＝サイイド・ヘガジー（أحمد السيد حجازي, Ahmed El-Sayed Hegazy, 1991年1月25日 - ）は、エジプト・イスマイリア出身のサッカー選手。ネオムSC所属。エジプト代表。ポジションはディフェンダー。

## 経歴

### クラブ

#### イスマイリーSC
2006年からエジプトの強豪クラブであるアル・イスマイリーSCの下部組織に所属。2009年11月24日、18歳でプロデビューを果たす。

#### フィオレンティーナ
2011年12月22日にACFフィオレンティーナが150万ユーロで保有権を獲得するがシーズン終了まではイスマイリーに所属した。2012年6月5日、正式にクラブのホームページ上で獲得が発表された。2017年までの5年契約。2015年2月2日、セリエBのペルージャ・カルチョに期限付き移籍することが決定した。

#### ウェスト・ブロムウィッチ・アルビオン
2017年7月17日、ウェスト・ブロムウィッチ・アルビオンFCへ1年間の期限付き移籍が発表された。12月18日、同クラブと2022年夏までの完全移籍の契約を結んだ。

### 代表
2009年からU-20のエジプト代表に招集されている。2011年にコロンビアで行われたU-20ワールドカップにて能力の高さを証明し、以後はフル代表に呼ばれている。2011年に対ブラジル戦のフレンドリーマッチでフル代表デビューしている。2012年のロンドンオリンピックにはU-23代表として全4試合（グループリーグ3試合、決勝トーナメント1試合）に出場した。

## 人物
エジプトのネスタと呼ばれるセンターバック。フィジカルが強く空中戦が巧みであり、また危機察知能力にも優れ、ダイナミズムも併せ持っている。2011年以降は飛び級でフル代表に招集されている。

## 代表歴

### 出場大会
- エジプト代表
  - 2018 FIFAワールドカップ

### 試合数
- 国際Aマッチ 83試合 2得点（2011年-）[8]

| エジプト代表 | 国際Aマッチ | 国際Aマッチ |
| 年           | 出場        | 得点        |
| ------------ | ----------- | ----------- |
| 2011         | 3           | 0           |
| 2012         | 12          | 0           |
| 2013         | 4           | 1           |
| 2014         | 0           | 0           |
| 2015         | 7           | 0           |
| 2016         | 5           | 0           |
| 2017         | 11          | 0           |
| 2018         | 9           | 1           |
| 2019         | 8           | 0           |
| 2020         | 2           | 0           |
| 2021         | 12          | 0           |
| 2022         | 8           | 0           |
| 2023         | 2           | 0           |
| 2024         |             |             |
| 通算         | 83          | 2           |

## タイトル

### 個人
- アフリカネイションズカップ2017ベスト18